# Provincia Kié-Ntem
Provincia Kié-Ntem este una dintre cele 7 unități administrativ-teritoriale de gradul I ale statului Guineea Ecuatorială.